# Kenneth Blaxter
Kenneth Lyon Blaxter FRS (19 de junho de 1919 — 18 de abril de 1991) foi um nutricionista animal britânico.